# Brian Perk
Brian Gregory Perk (Rancho Santa Margarita, 21 juli 1989) is een Amerikaans voetballer die als doelman uitkomt voor Los Angeles Galaxy in de Major League Soccer. 

## Clubcarrière
Perk werd in de vierde ronde van de MLS SuperDraft 2010 als negenenveertigste gekozen door Philadelphia Union. Hij debuteerde voor de club op 14 juli 2010 in een vriendschappelijke wedstrijd tegen Chelsea. Op 21 juli 2010 speelde hij ook in een vriendschappelijke wedstrijd tegen Manchester United. Op 30 juli 2010 verliet hij Philadelphia zonder een keer voor het eerste team uit te komen in een officiële wedstrijd. 
Op 4 augustus 2010 tekende hij bij Los Angeles Galaxy, waar hij op 4 juli 2011 zijn debuut maakte tegen Seattle Sounders FC. In die wedstrijd stopte hij een strafschop van Fredy Montero en incasseerde hij geen tegendoelpunten. 